# Sigurjón Brink
Sigurjón Brink (auch Sjonni Brink; * 29. August 1974 in Reykjavík; † 17. Januar 2011 in Garðabær)  war ein isländischer Musiker und Komponist, der auch als Schauspieler auftrat und die Theatergruppe Vesturport mitgründete.

## Leben und Werk
Sigurjón Brink war der Sohn eines Musikers, der in einer Band Gitarre spielte und sang. Er studierte Theater und Gesang und gründete 1994 die Grunge-Rock-Gruppe In Bloom, in der er Schlagzeug spielte und für die er die Arrangements besorgte. Die Gruppe brachte 1996 eine Single und ein Album heraus. Als sie auseinanderbrach, wechselte er zur Gitarre und trat in einem Duo auf, das Songs von John Lennon und Paul McCartney coverte. Bald darauf widmete er sich seiner Solokarriere und gründete die Theatergruppe Vesturport mit. In der Gruppe lernte er 2002 bei der gemeinsamen Arbeit am Musical Le Sing seine spätere Frau, die Schauspielerin Þórunn Erna Clausen, eine Tochter des Leichtathleten Haukur Clausen, kennen. Unter anderem trat er in isländischen Produktionen der Musicals Cuckoos Cabaret, Footloose und The Buddy Holly Story auf und stand auf der Bühne des Borgarleikhúsið. 
Seine folgende Band The Flavors veröffentlichte 2004 das Album Go Your Own Way, sein Soloalbum Sjonni Brink erschien 2009. Mehrfach – 2006, 2007, 2008 und 2010 – beteiligte er sich am Söngvakeppni Sjónvarpsins, dem isländischen Vorentscheid zum Eurovision Song Contest. Das Finale erreichte er 2010 mit dem Lied Waterslide.
Für den Söngvakeppni Sjónvarpsins 2011 schrieb er zusammen mit seiner Frau Þórunn Erna Clausen das Lied Coming Home (isländischer Titel Aftur heim). Zwölf Tage vor dem geplanten Auftritt in der dritten Halbfinalshow starb Sigurjón Brink im Alter von 36 Jahren an einer Hirnblutung; er hinterließ vier Kinder.
Sechs seiner Musikerfreunde bildeten unter Beteiligung von Þórunn Clausen die Gruppe Sjonni’s Friends und siegten mit dem Lied im isländischen Vorentscheid. Beim Eurovision Song Contest 2011 in Düsseldorf kamen die Musiker mit Coming Home ins Finale und erreichten Platz 20. Sigurjón Brinks Witwe Þórunn Erna Clausen schrieb für Söngvakeppni Sjónvarpsins 2018 das Siegerlied Our Choice, mit dem Ari Ólafsson beim Eurovision Song Contest in Lissabon auftrat.